# 軍地

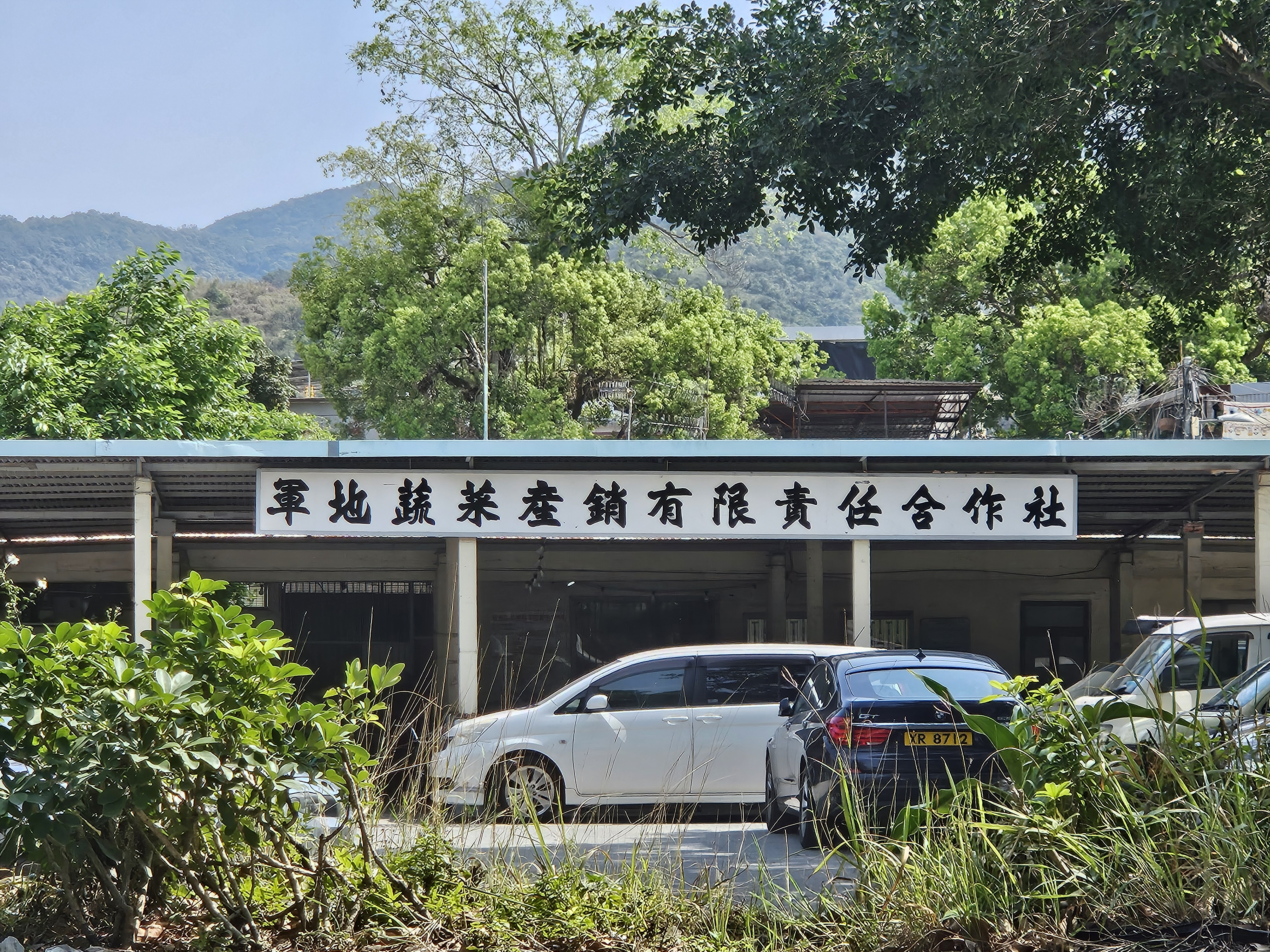
軍地蔬菜產銷有限責任合作社

軍地（英語：Kwan Tei，亦作Kwan Ti），位於香港新界北區，位於龍躍頭之東北、孔嶺之西南、坪輋以南，沙頭角公路龍躍頭段途經該地。除軍地村外，東面有新塘莆村和高莆村，北面有軍地北村及高埔北村，南面則有虎地排村和布吉仔村，西面有馬料水新村。

## 地名、歷史與沿革
有傳因為軍地附近有新圍軍營及皇后山軍營兩個英軍軍營，軍地因而得名，但此說有商榷餘地，因為满清政府與英國簽訂《展拓香港界址專條》是從1898年7月1日起，租借九龍半島界限街以北、深圳河以南的地方及附近二百多個離島，為期99年。當時認可鄉村名冊 （页面存档备份，存于）裡北區名單，顯示軍地是在1898年之前已存在的村落。而且根據《新安縣志》嘉慶二十四年（1819年）成書，新安縣知縣舒懋官主修、王崇熙主纂的版本，《卷二．輿地畧一．都里》記載，當時為屬官富司管屬的村莊。由此證明，軍地村的歷史可追溯比1898年更久遠的歷史。根據現時皇后山公共運輸交匯處及皇后山社區會堂之間的通道展板顯示，13世紀宋朝軍隊為保護當時末代皇帝趙昺而避難至新安縣（即現香港及深圳一帶），並於皇后山附近建立軍地村。
關於軍地的描述，亦可見於《香港地理—山海依舊風物在》一書（商務印書館2015出版，蘇子夏編1939年編於香港，原稿為出版用作當時的中學教科書，按編者自序，多以1936年的數據為依歸）下篇地方誌卷廿三粉嶺 上水有以下的記載︰
|  | …在粉嶺西往凹頭元朗道中有粉嶺高爾夫球場俗稱波樓，為遠東高爾夫球場之最大者。距球場不遠處，有何氏東英學圃，面積頗廣。粉嶺東之軍地有賽馬場，場中有供馬跳躍用之木欄。每當週末，港中西人常好來粉嶺與上水作野外之消遣，粉嶺附近有釀酒廠，上水有磚瓦廠… |

目前軍地村是條多姓原居民村，分別有劉、楊、官、陳、李和鄭姓族人在村居住，同時亦有其他外來姓氏、少量中國大陸移民與及南亞裔移民居住。
村內有兩座祠堂，一座為劉氏祠堂曾在八十年代借用作幼稚園，另一座為大眾祠堂。過去在祠堂裡有家族舉行「太公分豬肉」和在添丁時進行點燈儀式。由於分豬肉是私人儀式，因此不會邀請其他村民參加。
從前村民大都靠務農及飼養家畜與家禽維生，但現在農業遂漸式微，勞動人口多轉到市區工作，只有少數長者或農戶種植蔬菜，並把農產品送到聯和墟出售。

## 軍地村原居民祠堂系列
- 劉氏宗祠：
- 楊氏宗祠：
- 官氏宗祠：
- 陳氏宗祠：
- 李氏宗祠：
- 鄭氏宗祠：

## 歷史建築

### 沙頭角支線洪嶺車站

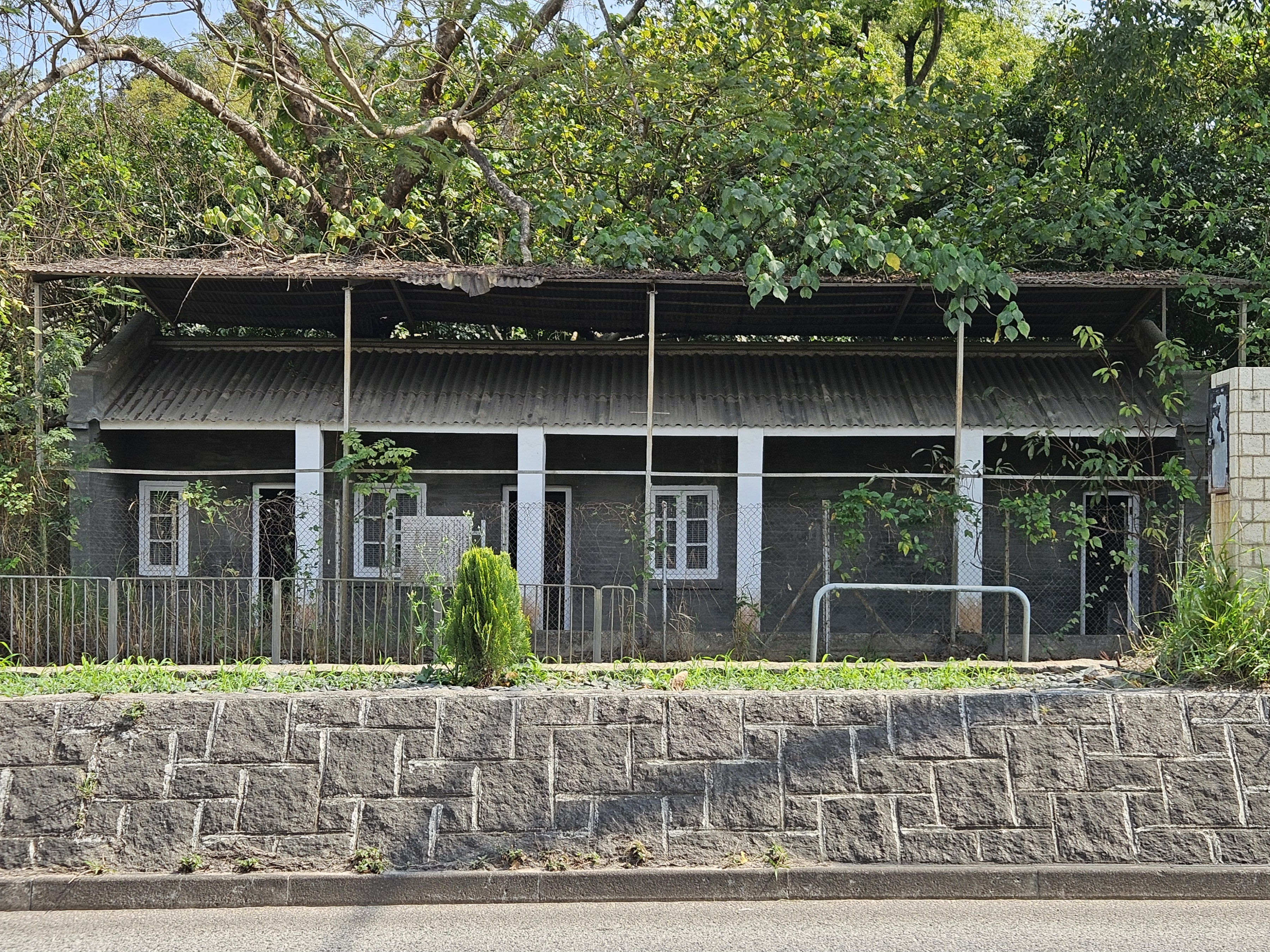
洪嶺站

九廣鐵路曾在1912年使用興建英段（今東鐵綫）時拆下的窄路軌興建一條由粉嶺站至沙頭角的鐵路（沙頭角支線）。1927年沙頭角公路啟用時，鐵路由於乘客量不如理想，在1928年已停用。現在鐵路餘下的遺跡，除了部份的舊鐵軌外，最大型為位於沙頭角公路近坪輋路的洪嶺站（即現孔嶺）。現在車站被荒廢在馬路一旁，而門及窗皆被鎖上。被香港古物古蹟辦事處評定為三級歷史建築。

### 軍地北村三棟屋
軍地北村有一座很矚目的建築物，由三棟青磚房屋組成，名為三棟屋，是新界名人李仲莊在一九一○年代興建，歷時四年。李出生於高莆村，曾考獲秀才。由於具有社會地位，鄉議局成立時他獲推舉為首任主席，致力為鄉民排難解憂。一九四七年底他與多名鄉紳成立聯和置業有限公司，興建聯和墟，對粉嶺發展有很大貢獻，一九五三年獲頒授英女王加冕勳章。一九六八年五月十七日他在三棟屋離世，享年九十五歲，喪禮有近二千五百人參加，備極哀榮。

### 皇后山軍營印度廟
位於前皇后山軍營內，鄰近山麗苑，建於1960年代，相信供信奉印度教的印度裔軍人使用。

## 學校
- 1980年代前由軍地村民借出祠堂作幼兒園。
- 軍地幼稚園（已結業）
- 軍地敬仁幼稚園（已結業）
- 軍地公立學校（已結業，1960年代由軍地村前村長官錦桂及周邊鄉民村代表向政府申辦籌建，於1965年秋天由創校校長陳勉始創立。由1960年代上六甲校友提供，敬錄修繕）
  - 救世軍中原慈善基金皇后山學校（2021年創辦）
  - 東華三院曾憲備小學（2021年創辦）
    - 保良局葉吳彬彬皇后山幼稚園（1995年創辦）（位於皇順樓平台；由粉嶺嘉盛苑遷入；原名保良局戴蘇小韞幼稚園）
    - 東華三院文頴怡幼稚園（1991年創辦）（位於皇匯樓地下，由柴灣小西灣邨遷入；原名東華三院方樹福堂幼稚園）
    - 香港道教聯合會蓬瀛通善皇后山幼稚園（2001年創辦）（位於皇澄樓地下；由藍田康逸苑遷入；原名香港道教聯合會飛雁幼稚園）

## 區議會議席分佈
由於軍地人口不足以成為一個區議會選區，所以往往跟鄰近的龍躍頭、孔嶺等鄉村範圍劃為同一個選區。
| 年度/範圍 | 2000-2003  | 2004-2007  | 2008-2011  | 2012-2015  | 2016-2019  | 2020-2023  | 2024-2027  |
| --------- | ---------- | ---------- | ---------- | ---------- | ---------- | ---------- | ---------- |
| 整個軍地  | 皇后山選區 | 皇后山選區 | 皇后山選區 | 皇后山選區 | 皇后山選區 | 皇后山選區 | 蝴蝶山選區 |

## 外部連結
- 建設及建築物－歷史建築(四)新界東 （页面存档备份，存于）
- 建設及建築物－具特色古舊建築(二)新界東 （页面存档备份，存于）